# Isle of Innisfree (schip, 1992)
De Isle of Innisfree is een veerboot die in 1992 werd gebouwd in opdracht van het toenmalige Regie voor Maritiem Transport onder de naam Prins Filip voor de Oostende-Doverlijn.

## Geschiedenis
In mei 1990 wordt de kiel gelegd van de Prins Filip op de Boelwerf te Temse. De jumbo ferry ging gepaard met een nieuwe marketing strategie aan de RMT. Een nieuw logo en het opschrift Oostende-Dover Line werden op de romp van alle RMT schepen aangebracht. Het logo stelde een kroon voor, een verwijzing naar de schepen die genoemd zijn naar de namen van leden van de koninklijke familie van België. Door de Prins Filip in dienst te stellen wilde men de concurrentie met de kanaaltunnel aangaan die in 1994 zou openen. De bemanning van het schip zou ook één week aan boord moeten blijven in plaats van het schip te verlaten na iedere reis in Oostende. Dit zorgde voor commotie bij de vakbonden die het voorstel onmiddellijk verwierpen.
Begin september 1991 werden er testen op de Noordzee gehouden. Volgens de RMT voldeed het schip niet omdat er zich excessieve trillingen voordeden tijdens het in werking stellen van de boegschroeven. Het schip ging voor lange tijd in het voormalige droogdok van Cockerill Yards te Antwerpen om de nodige aanpassingen door te voeren.
Het zou nog duren tot het voorjaar van 1992 vooraleer de grootste ferry onder Belgische vlag zijn eerste reis zou maken naar Dover. 
De samenwerking tussen de RMT en P&O Ferries kwam in 1993 tot een einde. Voor de marketing in het Verenigd Koninkrijk werd er in zee gegaan met het Britse Sally Line. Door de nieuwe overeenkomst werd Ramsgate nu iedere dag aangedaan door de Prins Filip. Op 14 september 1994, stort de loopbrug om voetpassagiers aan boord te nemen in. Er vallen zes doden en zeven zwaargewonden, de haven en Sally Line gaan niet vrijuit.
De Prins Filip was in de tijd van RMT luxueus ingericht. Het schip had onder meer slaapvoorzieningen, salons, restaurants, winkeltjes, een conferentiezaal en zelfs een kleine cinema.

## Post-RMT-tijdperk
Na het faillissement van de staatsrederij in 1997 wordt de Chunnel beater van de RMT te koop gesteld in Duinkerke. Stena Ro-Ro neemt het schip over en verhuurt het door aan P&O Stena Line onder de naam Stena Royal. Het ex-RMT schip wordt aanvankelijk ingezet op de Dover-Zeebrugge route en blijft varen in de basis-RMT-kleuren. 
In 1999 beslist P&O Stena Line om de charter verder te zetten en het schip te hernoemen naar P&OSL Aquitaine. Na een uitgebreide aanpassing aan de binnenzijde van het schip is ze klaar om ingezet te worden op de Calais-Dover route.
In 2000 was er tijdens het aanlopen van Calais een probleem met de voortstuwing waardoor de P&OSL Aquitaine niet tijdig genoeg snelheid kon terug nemen. Wat volgde was een aanvaring tegen de kaai waarbij verschillende mensen lichtgewond raakten. Het schip werd in Duinkerke hersteld en achteraf terug in dienst gesteld. Na het einde van de joint venture tussen Stena Line en P&O Ferries in 2002, kwam het vroegere vlaggenschip van de RMT volledig in handen van P&O Ferries. Bij de oplevering van de twee verbouwde zusterschepen Pride of Kent en Pride of Canterbury kwam er nieuwe capaciteit vrij, de P&O Aquitaine werd op die manier overbodig.

In de loop van oktober 2005 werd het schip overgedragen aan LD Lines. Na het vertrek van P&O Ferries op de route tussen Le Havre en Portsmouth legde LD Lines het vorige P&O schip in op deze route onder de naam Norman Spirit. Aanvankelijk voer het schip onder Italiaanse vlag die het mogelijk maakte om goedkopere niet Europese crew te gebruiken. 

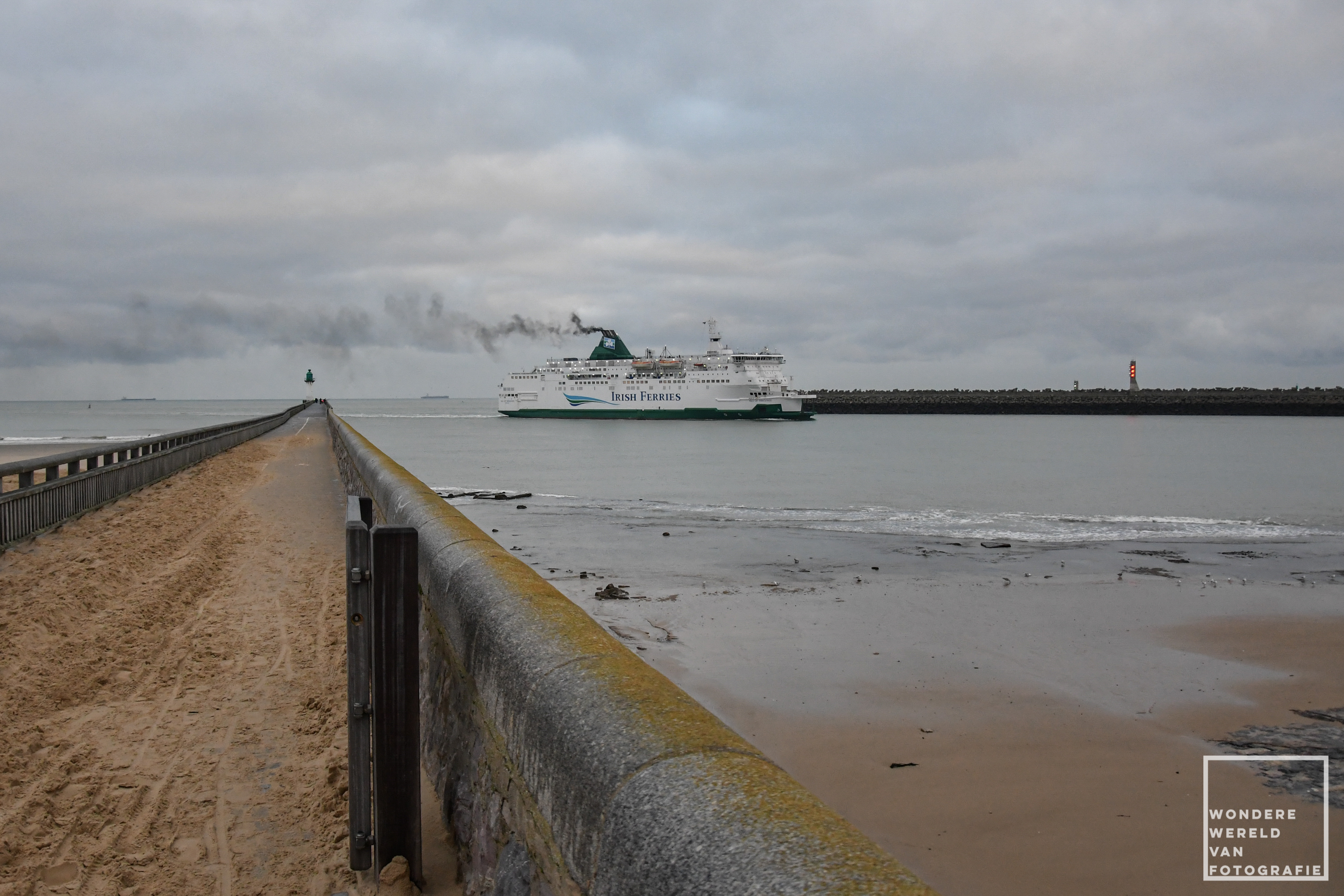
De Isle of Innisfree op 20 december 2021 in Calais

2006 werd het jaar waarop het schip een Engelse vlaggenbrief kreeg. De route Boulogne - Dover werd de Norman Spirit toegewezen in 2009. Na amper één jaar werd het schip al van deze route gehaald, overgebracht naar Oostende waar het opnieuw, net zoals meer dan tien jaar terug, zou varen tussen Oostende en Ramsgate. LD Lines en het Sloveense Trans Europa Ferries waren tot een akkoord gekomen waarbij LD Lines in zou staan voor alles wat te maken had met passagiers en Trans Europa zou zich voornamelijk focussen op de vracht. Het schip werd vernoemd naar de Belgische "Koningin der Badsteden": Ostend Spirit. Al vlug werd duidelijk dat de Ostend Spirit te groot was voor Transeuropa Ferries en na een jaar werd de joint venture tussen de twee partijen stopgezet. De Ostend Spirit ging terug naar de route, waar het voor haar ooit begon, bij LD Lines: Le Havre-Portsmouth.
Na het failliet gaan van SeaFrance, was DFDS Seaways op zoek naar een versterking op hun route Duinkerken - Dover. Hiervoor ging LD lines in samenwerking met DFDS Seaways en werd deze ingezet op deze lijn. Nadien werden er plannen gemaakt voor een route tussen Calais en Dover. De Norman Spirit werd getransfereerd naar deze route midden februari 2012 die het tot op heden nog steeds bedient.
Begin maart 2013 werd het schip omgedoopt tot Calais Seaways. Het schip was daardoor enkele dagen buiten dienst om op een scheepswerf van kleur te veranderen. In de zomer van 2021 werd de Calais Seaways op de route Calais-Dover vervangen door een nieuw schip, de Côte d’Opale.
Op 5 augustus 2021 voer de Calais Seaways naar Duinkerken om daar op opkopers te wachten. Op 4 november 2021 werd bekendgemaakt dat het schip voortaan als "Isle of Innisfree" zou gaan varen voor Irish Ferries en dit op een voor de ferry gekende route: Calais - Dover. Uiteindelijk startte ze op 14 december 2021 aan haar nieuwe leven.
De ferry is het enige schip dat op de vijf historische routes naar Dover heeft gevaren:
- Oostende-Dover (1991-1993)
- Zeebrugge-Dover (1998-1999)
- Calais-Dover (1999-2005) en (2012-)
- Boulogne-Dover (2010-2011)
- Duinkerken-Dover (2011-2012)